# 中國民航2311號班機空難
中國民航2311號班機或中國西北航空2311號班機是中國民航蘭州管理局執行的由蘭州經西安、長沙至廣州的定期航班。1982年12月24日，該班機在廣州白雲機場進近時發生火災，雖然成功降落，但旅客撤離時機艙內煙霧轉為明火，導致25名未能及時逃生的乘客死亡。

## 事故經過
1982年12月24日下午，執行2311號班機的B-202號客機正準備向廣州白雲機場進近。17時18分，飛機飛至白鵝潭上空附近時，有乘客發現飛機左側窗處冒出濃煙。為確保飛機正常降落，機組人員將飛機總電源切斷，飛機隨後接地並滑行一段時間，滑行期間，機組人員開啟了前後機艙門，啟動逃生程序，飛機最後在聯絡道口停穩。停穩之後，機組人員放下前艙門的登機梯以使乘客逃生。當第11名乘客從前艙門下機時，機艙內煙霧轉濃，仍在機上的乘客只得從未放下登機梯的後艙門跳出。艙門開啟后兩分鐘，機艙內出現明火，約1小時後才被撲滅。25名未能逃離的乘客遇難，還有33名旅客及4名機組人員在逃生時受傷。
事後專家組調查顯示，失火原因是一名旅客在機上吸煙，不慎將煙頭掉入座椅滑軌與機艙內壁間的縫隙中，從而觸發煙霧，艙門打開後氣流的進入加劇了燃燒。

## 肇事飛機
- 型號：伊爾-18B
- 註冊號：B-202
- 生產序列號：189001401
- 出廠年份：1959年

## 死亡人员
死者中有兰州大学教授和有机化学研究所副所长黄文魁，其时正值学术盛年。

## 事故之後
- 截至2003年，中國民航改制之後的中国西北航空在蘭州至廣州的航班上接下2311這一航班號，[5]機型也改為空中巴士A320。[6]西北航被東航併購初期，這一航線也仍然沿用該班號，但現時MU2311這一航班號已經改用於大連飛往北京的航班。[7]
- 事後不久的1983年，中國民航局規定國內旅客班機上禁止吸煙，1993年6月又宣佈從當年7月1日起逐步在國際航班上禁煙。[8]中国民航总局《民用机场和民用航空器内禁止吸烟的规定》则于1997年12月30日开始施行[9]。

## 類似事故
- 加拿大航空797號班機空難——同樣在飛行途中起火，且降落後有未能及時逃生的乘客死亡。
- 沙特阿拉伯航空163號班機空難——飛行途中起火，緊急降落後因未有逃生行動導致機上全員遇難。
- 巴西航空820號班機空難——因一乘客將未熄滅的煙頭扔進洗手間垃圾桶而起火，導致123人遇難。
- 中華航空120號班機事故——降落後起火導致飛機報廢，但機上人員全部及時逃生。